# Aethia
Aethia – rodzaj ptaków z podrodziny nurniczków (Aethiinae) w rodzinie alk (Alcidae).

## Zasięg występowania
Rodzaj obejmuje gatunki występujące na wodach oraz azjatyckich i północnoamerykańskich wybrzeżach północnego Oceanu Spokojnego.

## Morfologia
Długość ciała 12–25 cm, rozpiętość skrzydeł 33–50 cm; masa ciała 85–297 g.

## Systematyka

### Etymologia
- Aethia: gr. αιθυια aithuia „niezidentyfikowany nurkujący ptak morski” wspomniany przez Arystotelesa, Hezychiusza i innych autorów; w obecnych czasach wiązany z różnymi ptakami, np. burzykami, kormoranami, alkami i kaczkami[11].
- Simorhynchus: gr. σιμος simos „wygięty ku górze, zadartonosy”; ῥυγχος rhunkhos „dziób”[12]. Gatunek typowy: Alca cristatella Pallas, 1769.
- Phaleris: łac. phaleris, phaleridis „niezidentyfikowany ptak wodny”, najprawdopodobniej łyska, od gr. φαληρις phalēris, φαληριδος phalēridos „niezidentyfikowany ptak wodny”, najprawdopodobniej łyska, od φαλος phalos „biały”[13]. Gatunek typowy: Alca psittacula Pallas, 1769.
- Psittacula: epitet gatunkowy Alca psittacula Pallas, 1769; nowołac. psittacula „papużka”, od zdrobnienia łac. psittacus „papuga”, od gr. ψιττακος psittakos „papuga”[14]. Gatunek typowy: Alca psittacula Pallas, 1769.
- Cyclorrhynchus: gr. κυκλος kuklos „koło, pierścień”; ῥυγχος rhunkhos „dziób”[15]. Gatunek typowy: Alca psittacula Pallas, 1769.
- Ombria: gr. ομβριος ombrios „deszczowy”, od ομβρια ombria „deszcz”[16]. Gatunek typowy: Alca psittacula Pallas, 1769.
- Ciceronia: Marcus Tullius Cicero (106–43 p.n.e.), rzymski orator i polityk[17]. Gatunek typowy: Phaleris nodirostra Bonaparte, 1838 (= Uria pusilla Pallas, 1811).
- Alcella: rodzaj Alca Linnaeus, 1758; łac. przyrostek zdrabniający -ella[18]. Gatunek typowy: Alca pygmaea J.F. Gmelin, 1789.

### Podział systematyczny
Do rodzaju należą następujące gatunki:
- Aethia cristatella (Pallas, 1769) – nurniczek czubaty
- Aethia pygmaea (J.F. Gmelin, 1789) – nurniczek wąsaty
- Aethia psittacula (Pallas, 1769) – nurniczek krasnodzioby
- Aethia pusilla (Pallas, 1811) – nurniczek malutki

oraz wymarłe:
- Aethia barnesi Smith, 2012 (późny miocen)
- Aethia storeri Smith, 2012 (pliocen)